# Un jeu brutal
Pour plus de détails, voir Fiche technique et Distribution.
Un jeu brutal est un film français réalisé par Jean-Claude Brisseau, sorti en 1983.

## Synopsis
Un célèbre biologiste perturbé commet plusieurs meurtres de fillettes tout en s'occupant de sa propre fille paraplégique de douze ans.

## Fiche technique
- Titre : Un jeu brutal
- Réalisation : Jean-Claude Brisseau
- Scénario : Jean-Claude Brisseau
- Photographie : Bernard Lutic
- Son : Louis Gimel
- Musique : Jean-Louis Valero
- Montage : Stéphanie Granel, Marie-Françoise Coquelet, María Luisa García, Roger Guillot
- Société de production : Les Films du Losange[1]
- Productrice : Margaret Ménégoz
- Pays de production :  France
- Format : Couleurs - 35 mm - Mono
- Durée : 90 minutes
- Date de sortie : France, 14 mai 1983 (Festival de Cannes) et 28 septembre 1983 (sortie nationale)

## Distribution
- Bruno Cremer : Christian
- Emmanuelle Debever : Isabelle
- Lisa Hérédia : Annie
- Albert Pigot : Pascal
- Lucien Plazanet : Lucien
- Humbert Balsan : le journaliste
- Jean Douchet : le professeur Marchal
- Lucienne Lemarchand : la mère
- Liliane Gaudet : la dame de compagnie

## Sélections
- Festival de Cannes 1983 (section parallèle)[2]